# Yakutat (Alaska)
Yakutat es un lugar designado por el censo ubicado en el borough de Yakutat en el estado estadounidense de Alaska. En el Censo de 2010 tenía una población de 662 habitantes y una densidad poblacional de 6,51 personas por km².

## Geografía
Yakutat se encuentra en las coordenadas 59°33′49″N 139°36′22″O / 59.56361, -139.60611. Según la Oficina del Censo de los Estados Unidos, Yakutat tiene una superficie total de 163.66 km², de la cual 9.4 km² corresponden a tierra firme y (94.26%) 154.26 km² es agua.

## Demografía
Según el censo de 2010, había 662 personas residiendo en Yakutat. La densidad de población era de 6,51 hab./km². De los 662 habitantes, Yakutat estaba compuesto por el 42.45% blancos, el 0.3% eran afroamericanos, el 35.8% eran amerindios, el 4.08% eran asiáticos, el 1.81% eran isleños del Pacífico, el 0.15% eran de otras razas y el 15.41% pertenecían a dos o más razas. Del total de la población el 2.57% eran hispanos o latinos de cualquier raza.